# أنفابيولس
غير رائع أو أنفابلاس بالإنكليزية: (Unfabulous) مسلسل تلفزيوني أمريكي على قناة نكلوديون، يتحدث عن طالبة «غير رائعة» في المدرسة الإعدادية، التي تؤدي دورها إيما روبرتس، ظهر المسلسل لأول مرة في خريف 2004, وهو واحد من أكثر البرامج متابعة في أمريكا عند الأطفال الذين أعمارهم تتراوح بين 9 و14 سنة. وكان من تأليف سو روز.
المسلسل كان من المفترض أن ينتهي مع الموسم الثالث في 16 ديسمبر 2007, ولكن كان هناك بضع حلقات لعرضها.
أغنية الشارة تؤدي من قبل جيل سوبول والتي تكتب أغاني للمسلسل أيضاً

## البنية الأساسية
شخصية غير رائع الأساسية هي آدي سينغر (إيما روبرتس) التي تكون في الصف السابع وعمرها 13 (وتكون في الموسم الثالث في الصف الثامن وعمرها 14)، التي تكتب الأغاني عن حياتها في المدارس الاعدادية. أفضل أصدقاءها هما جينا فابيانو (ماليس جو)، التي تهتم في الأزياء وتصاميم ملابسها الخاصة، والبيئي لاعب كرة السلة زاك كارترشوارتز (جوردان كالواي). إنهم جميعاً يرتادون مدرسة روكي رود الإعدادية في مدينة على الشاطئ الشرقي للولايات المتحدة. شقيق آدي الأكبر «بن» (تادغ كيلي) يعمل في عصير، وهو ككافيتيريا تقدم العصير حيث تتسكع آدي ورفاقها بعد المدرسة.
طوال الموسم الأول، آدي تكون مهووسة بجايك (راجا فينسك) الصبي الذي هي معجبة به، الذي له حبيبة بالأصل. بالنسبة لغالبية الموسم الثاني، تواعد آدي راندي كلاين (إيفان بالمر). ويتركان بعضهما عند نهاية الموسم وتدرك آدي أنها لا تزال معجبة بجايك. والفيلم التلفزيوني غير رائع: اللحظة المثالية يركز على آدي وجايك يصبحان حبيبين على الرغم من أن جايك سيذهب لبقية الصيف إلى كندا.

## الشخصيات

### الرئيسية
- آدي سينغر - إيما روبرتس
- جينا فابيانو - ماليس جو
- زاك كارتر شوارتز - جوردان كالواي

### المساندة
- بين سينجر (شقيق آدي الأكبر) - تادغ كيلي
- سو سينغر (والدة آدي) - مولي هاغان
- جيف سينجر (والد آدي) - ماركوس فلانغان
- ماريس وكرانبيري - إيما ديجيرستيدت وتشيلسي تافاريس

### الظاهرة بشكل متكرر
- دواين أوجليفي - داستن انجرام
- ماري فيري - ماري لو
- جايك بهاري - راجا فينسك
- باتي بيريز - بيانكا كولينز
- جين - سارة هيستر
- مدير عصير مايك - هاري بيري الثالث
- المديرة برانديواين - ميلدريد دوماس
- راندي كلاين - إيفان بالمر
- المدرب بيرسون - شون والين
- ماريو - براندون سميث
- إيلي - ميراكل فينسنت
- فريدي - شاون مكغيل
- إيلاي باتاكي - كارتر جينكنز
- فانيسا - شانيكا نولز
- ريتشي ريتش - جوزف هاهاشيشي
- آندرو كويلير - آينجل فلاسكو

## الموسيقى التصويرية
في 27 سبتمبر 2005، بعد وقت قصير من بداية الموسم الثاني، تسجيلات كولومبيا وتسجيلات نيك أصدرا الألبوم غير رائع وأكثر، على النحو الذي يخدم كلاً من الموسيقة التصويرية لـغير رائع والألبوم الأول لـإيما روبرتس.
ويتضمن الألبوم العديد من الأغاني الأصلية (من بينها «الدمية» و«أريد أن أكون»، وكلاهما قد تم إصدار فيديو كليبات لهما، «لقد وصلت»، و«هذه أنا»، الذي شاركت في تأليفهما روبرتس)، وكذلك بعض أغنيات آدي من الموسم الأول مثل «حذاء جديد» (وكلاهما من حلقة «الحفلة»)، «94 أسبوعا (مسخ الفم المعدني)» (من حلقة «عيد البلوغ») و«المصارع المكسيكي» (التي سبقت وظهرت في ألبوم جيل سوبول لؤلؤة زهرية عام 2000، وفي حلقة «اليوم 66» من غير رائع.

## المرجع
مقال Unfabulous بالإنكليزية ترجم إلى العربية
Unfabulous

## روابط خارجية
- أنفابيولس على موقع IMDb (الإنجليزية)
- أنفابيولس على موقع روتن توميتوز (الإنجليزية)
- أنفابيولس على موقع كينوبويسك (الروسية)
- أنفابيولس على موقع ألو سيني (الفرنسية)
- أنفابيولس على موقع قاعدة بيانات الفيلم (الإنجليزية)